# Midbarita
La midbarita és un mineral de la classe dels silicats que pertany al supergrup dels granats.

## Característiques
La midbarita és un silicat de fórmula química Ca₃Mg₂(V₂Si)O₁₂. Va ser aprovada com a espècie vàlida per l'Associació Mineralògica Internacional en el mes de febrer de l'any 2024, i encara resta pendent de publicació. Cristal·litza en el sistema isomètric.
L'exemplar que va servir per a determinar l'espècie, el que es coneix com a material tipus, es troba conservat a les col·leccions del Museu Mineralògic Fersmann, de l'Acadèmia de Ciències de Rússia, a Moscou (Rússia), amb el número de registre: 6085/1.

## Formació i jaciments
Va ser descoberta prop del mont Ye’elim, al Consell Regional de Tamar (Districte del Sud, Israel). Aquest indret és l'únic de tot el planeta on ha estat descrita aquesta espècie mineral.